# Opéra de Monte-Carlo
Pour les articles homonymes, voir Garnier.
L'opéra de Monte-Carlo ou salle Garnier est une salle de spectacle attenante au casino de Monte-Carlo dans le quartier Monte-Carlo à Monaco. Le nouveau casino et l'opéra ont été conçus par l'architecte Charles Garnier sous l'impulsion de Marie Blanc (veuve de François Blanc) et furent inaugurés le 25 janvier 1879 par un spectacle de Sarah Bernhardt.

## Historique
La construction de l'opéra se fit en un temps record de huit mois, nécessitant néanmoins la fermeture provisoire du casino pendant la durée des travaux.  
Durant une soixantaine d'années, l'opéra eut le même directeur : Raoul Gunsbourg, nommé à cette fonction par le prince Albert Ie en 1892 (poste qu'il occupa jusqu'en 1951).
Le bâtiment, cachant mal son âge, doit fermer en l'an 2000. De grands travaux de restauration sont entrepris à partir de 2003 pour un coût total de vingt-six millions d'euros. L'opéra a été entièrement rénové et rendu au public lors de sa réouverture par le Prince Albert II de Monaco, le mercredi 16 novembre 2005 lors du concert de gala de la Fête du Prince.
Après cinq ans de silence, la première représentation est consacrée à l'ouvrage Le Voyage à Reims de Gioachino Rossini, donné le samedi suivant 19 novembre 2005, jour de l'intronisation du successeur de Rainier III.

## Maitres-décorateurs
De nombreux artistes du XXe siècle ont occasionnellement créé des décors pour l'Opéra de Monte-Carlo.
Les maîtres décorateurs attitrés de cette scène qui a vu se produire tant d'artistes reconnus, ont été tout d'abord le maître italien Visconti, jusqu'en 1937, puis le peintre français L.L. Charles Roux, qui a signé un nombre considérable de scénographies jusqu'à sa retraite en 1962.
Parmi les artistes contemporains qui ont contribué à la renommée de la salle dessinée par Charles Garnier, on peut citer Léon Barsacq, Pablo Picasso (L'Amour sorcier), Léon Zack (Stenka Razine), Yves Brayer (Aïda) , Paul Roux (L'Amour des trois oranges et Sardanapale).

## Galerie

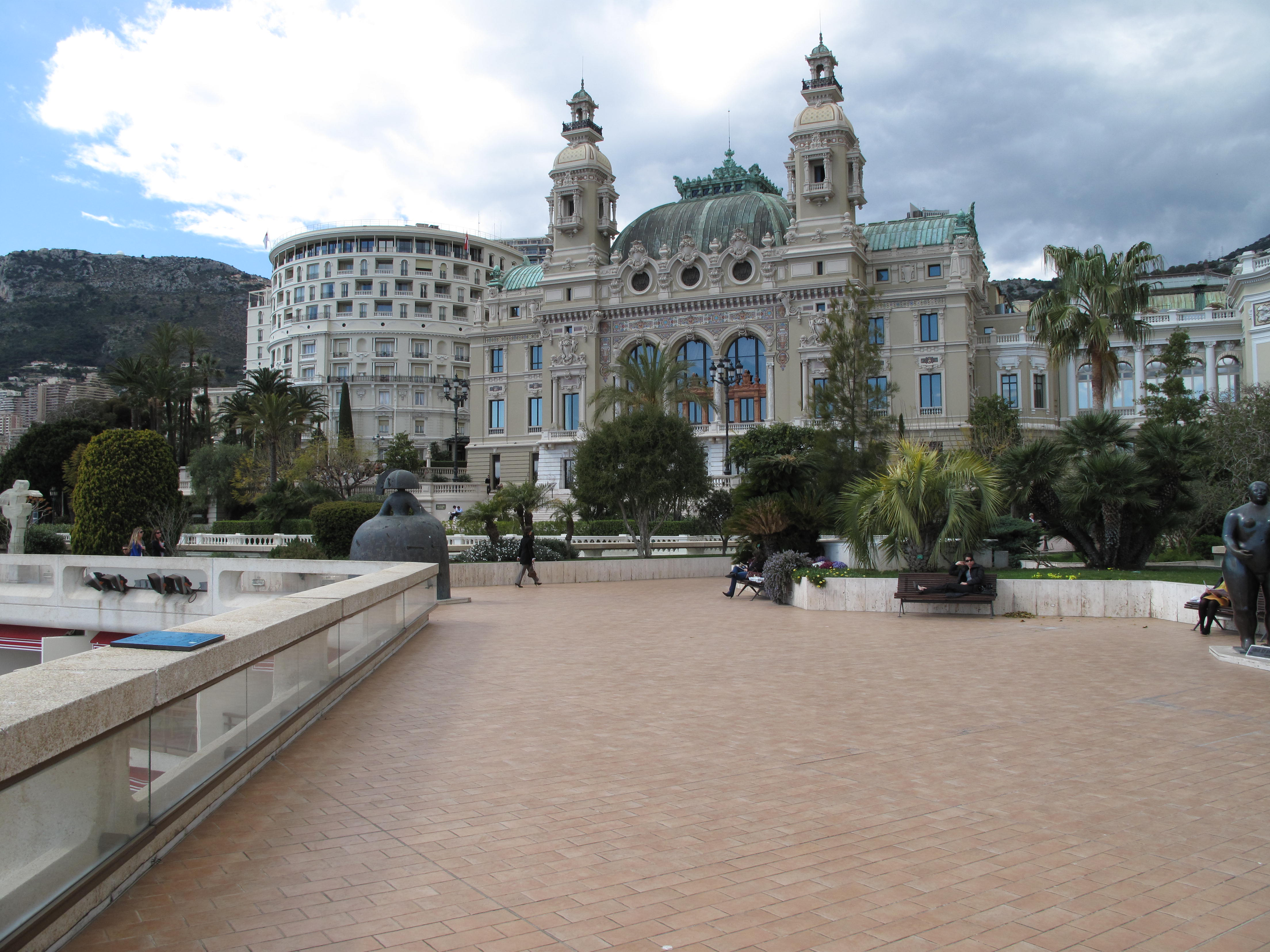
L'opéra vue de la promenade de bord de mer.
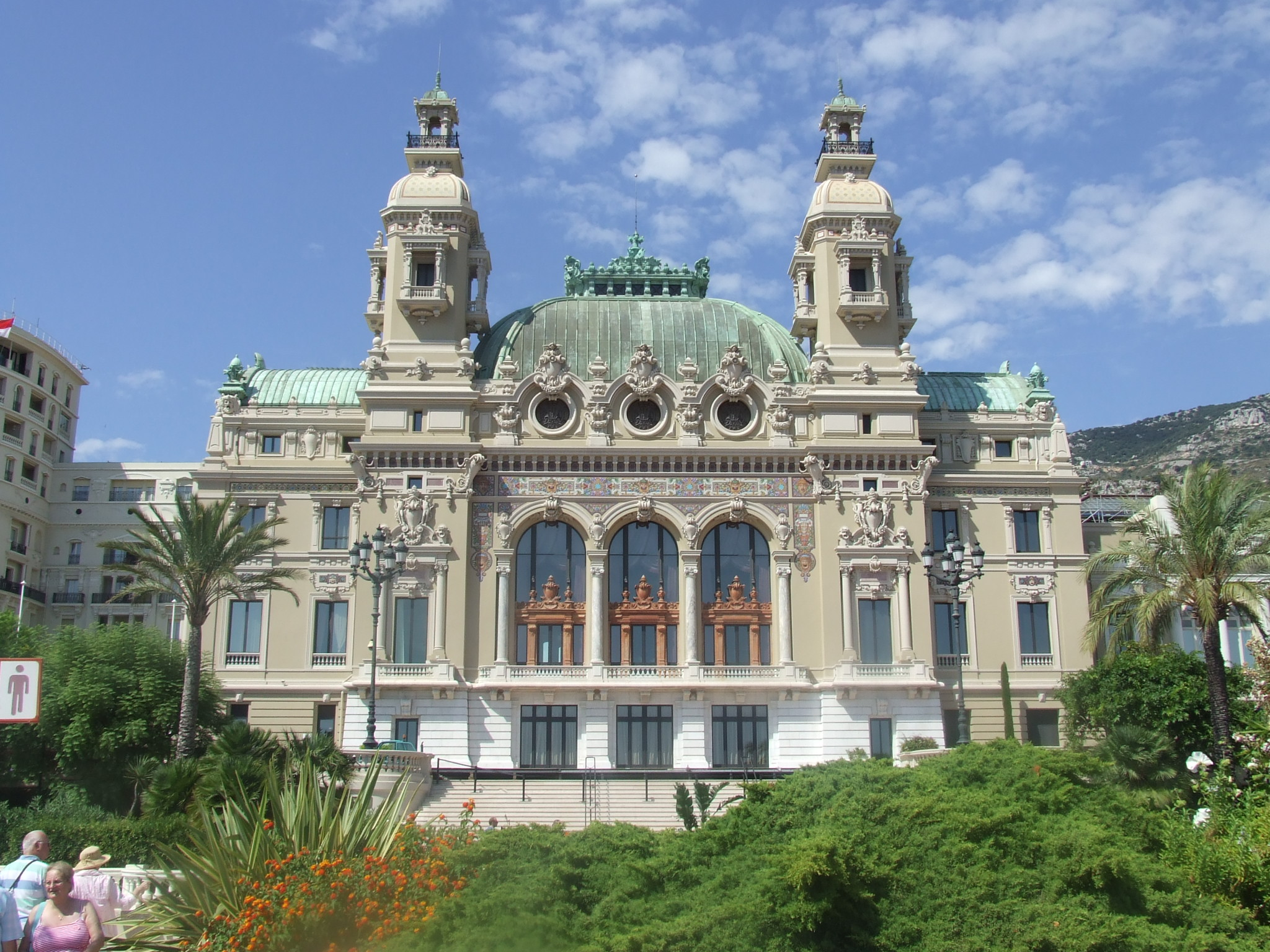
Façade principale de l'opéra.
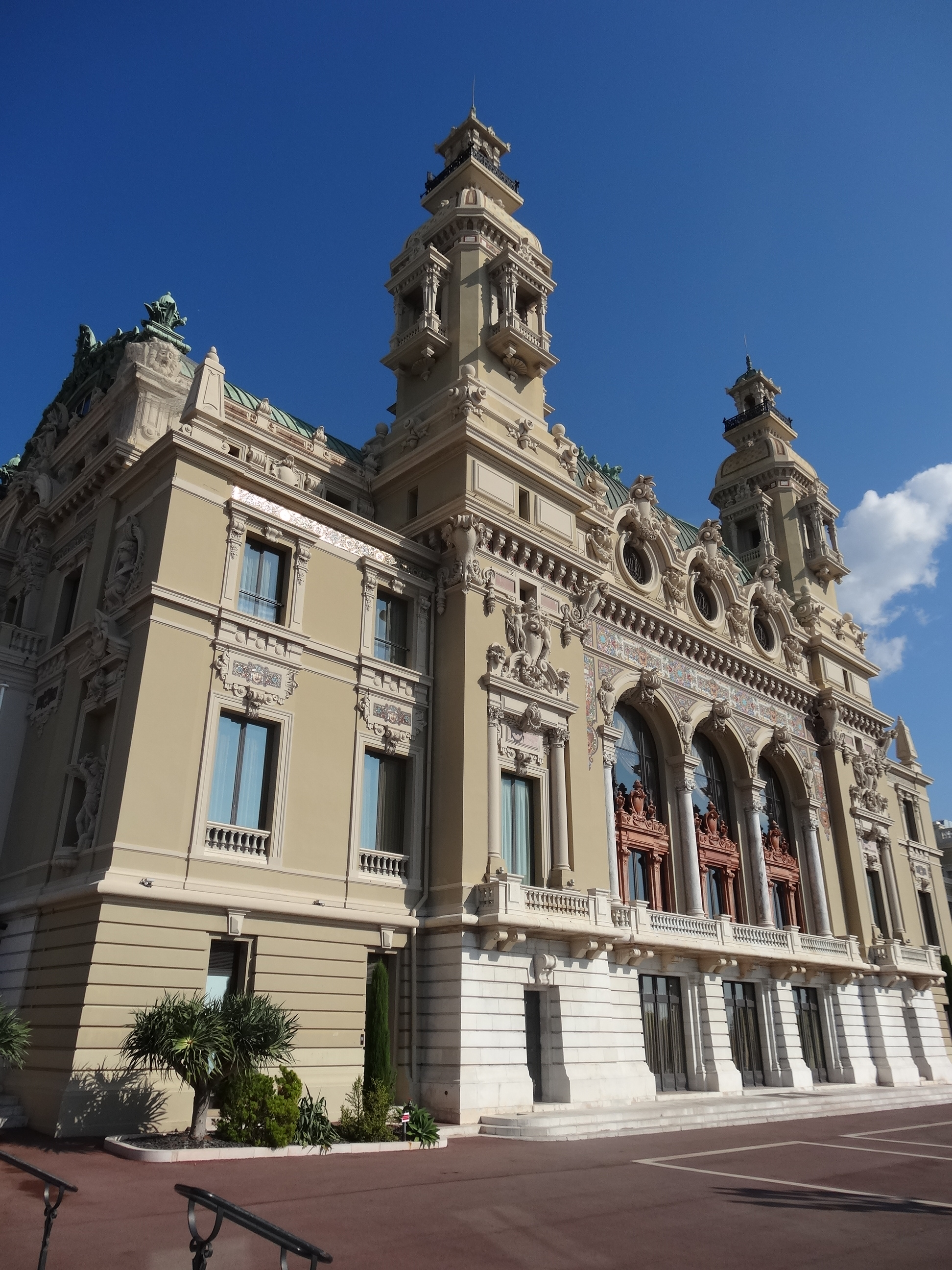
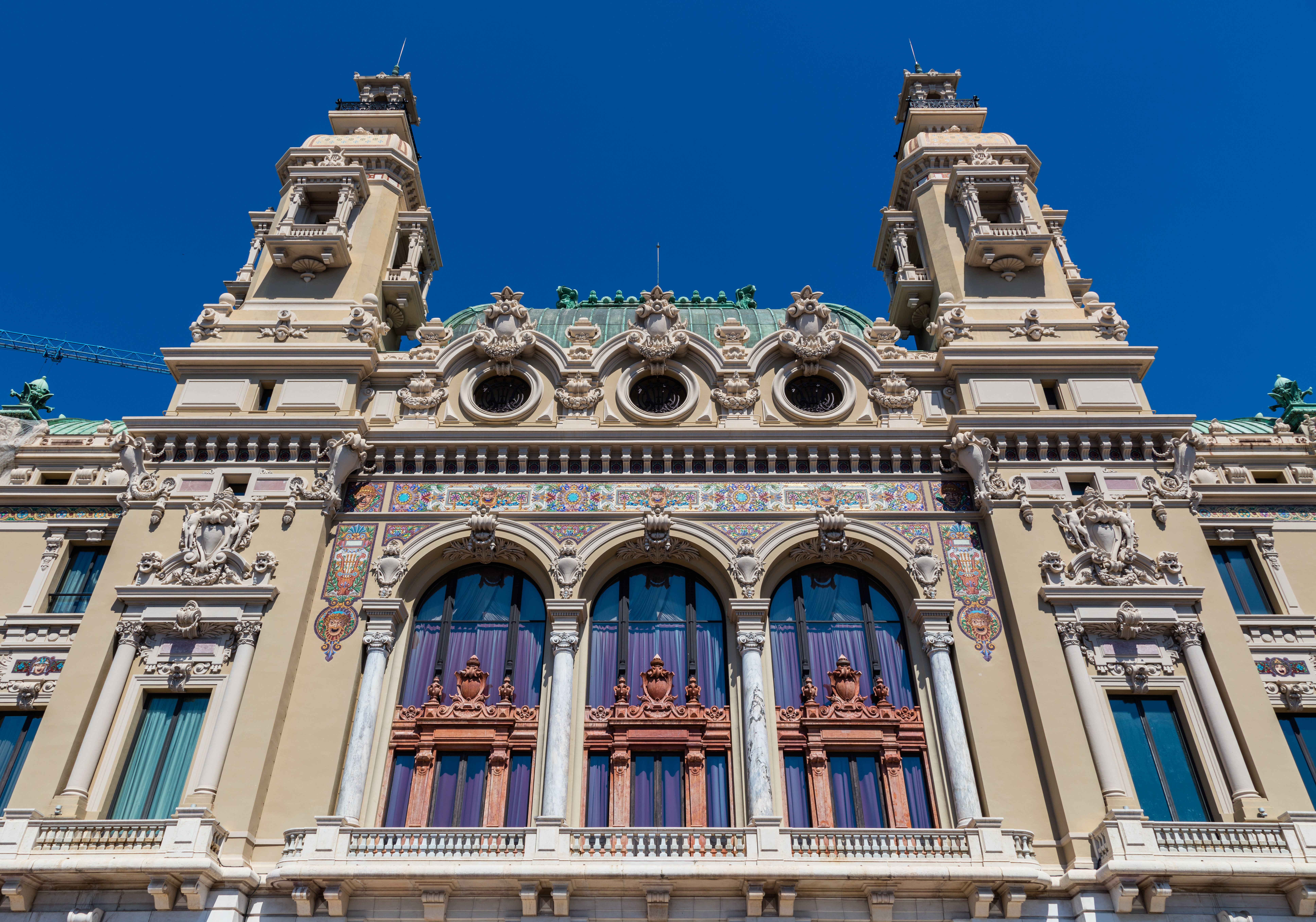
Partie supérieure de la façade principale.
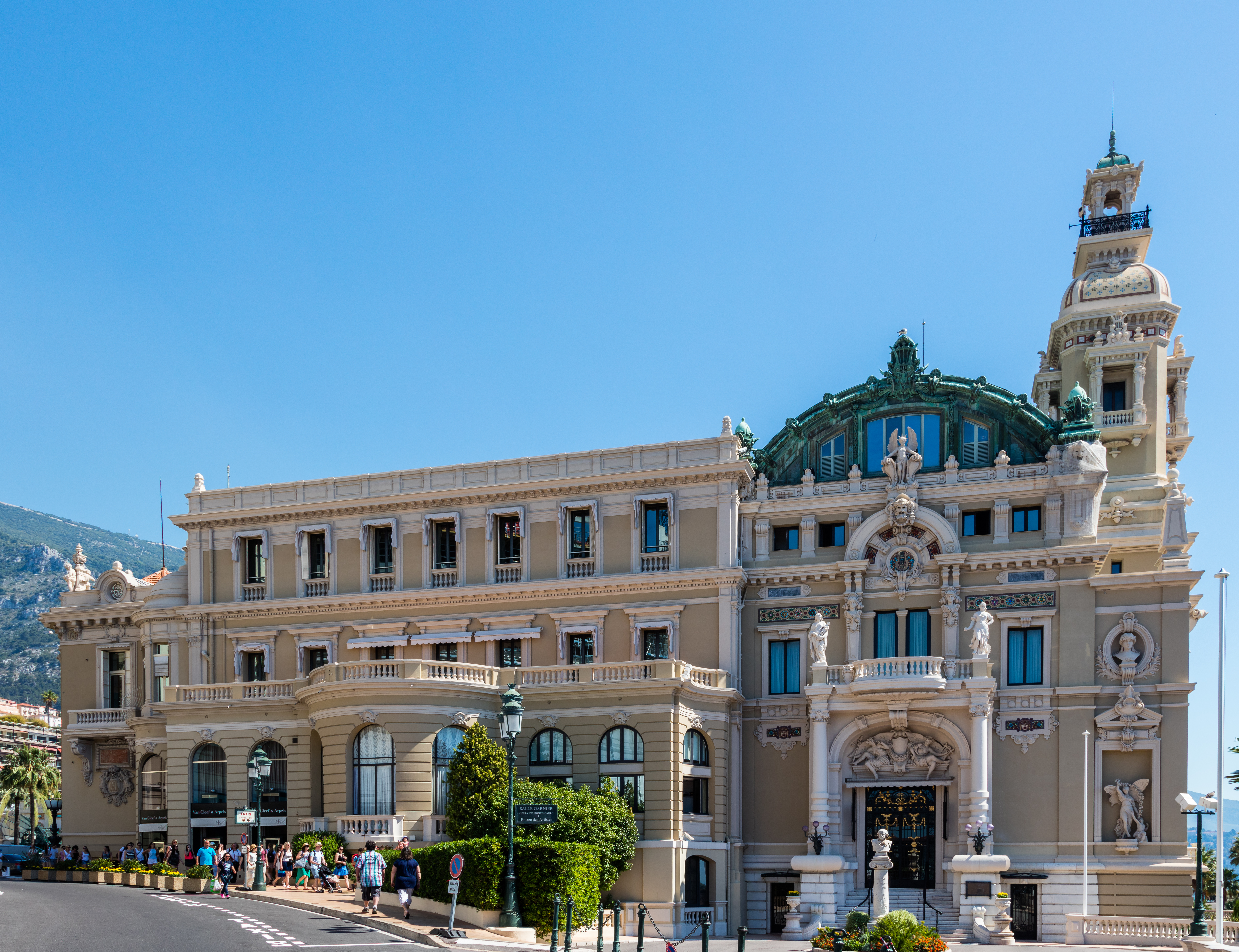
Façade adjacente de l'opéra.
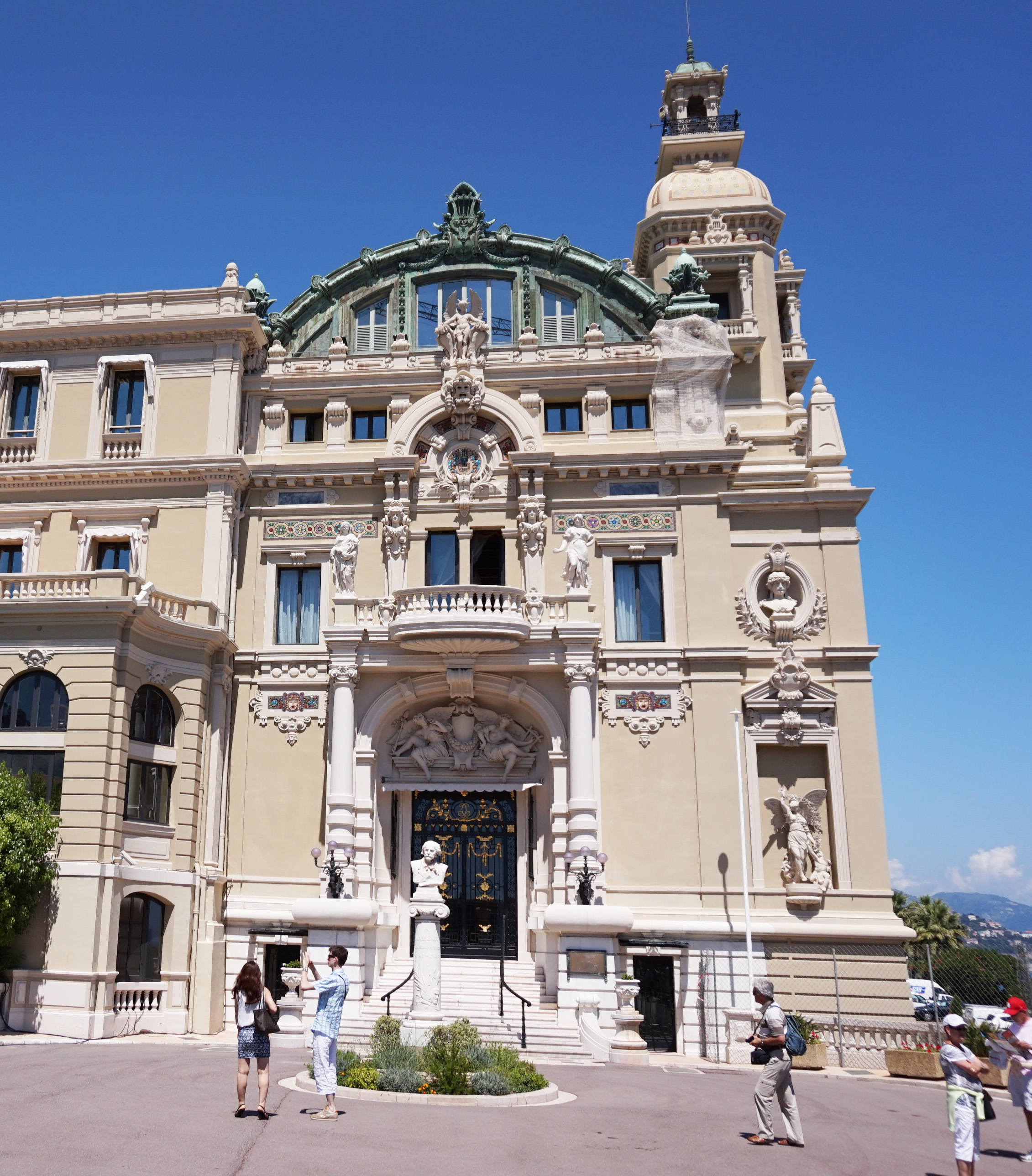
Entrée adjacente.
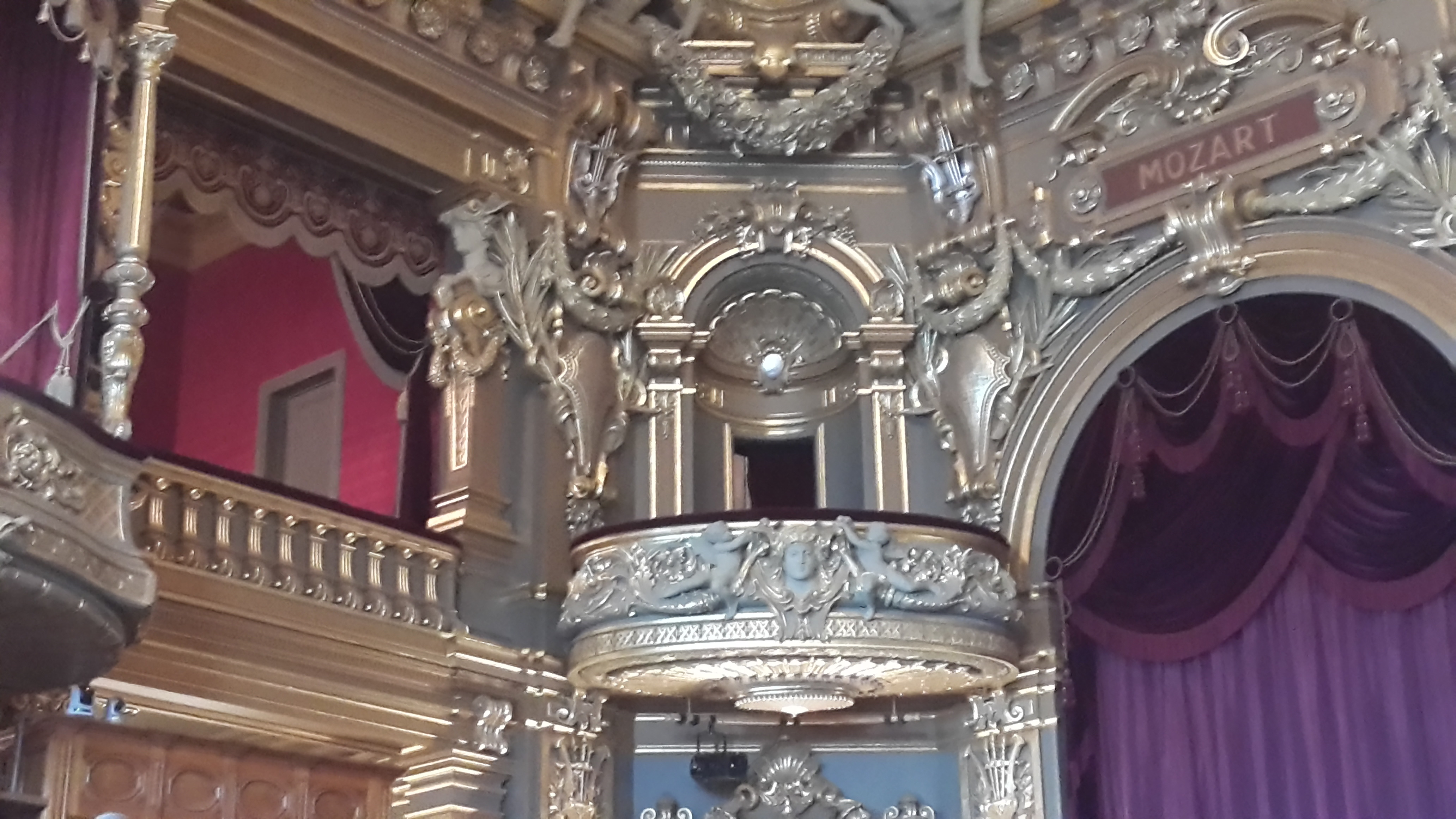
Loge de la salle d'opéra.
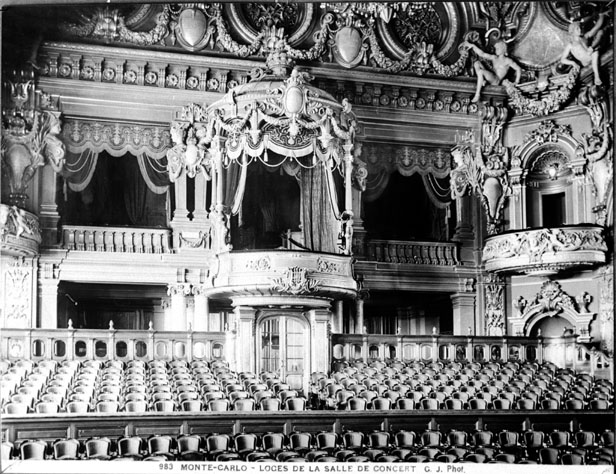
Loges de la salle de concert.
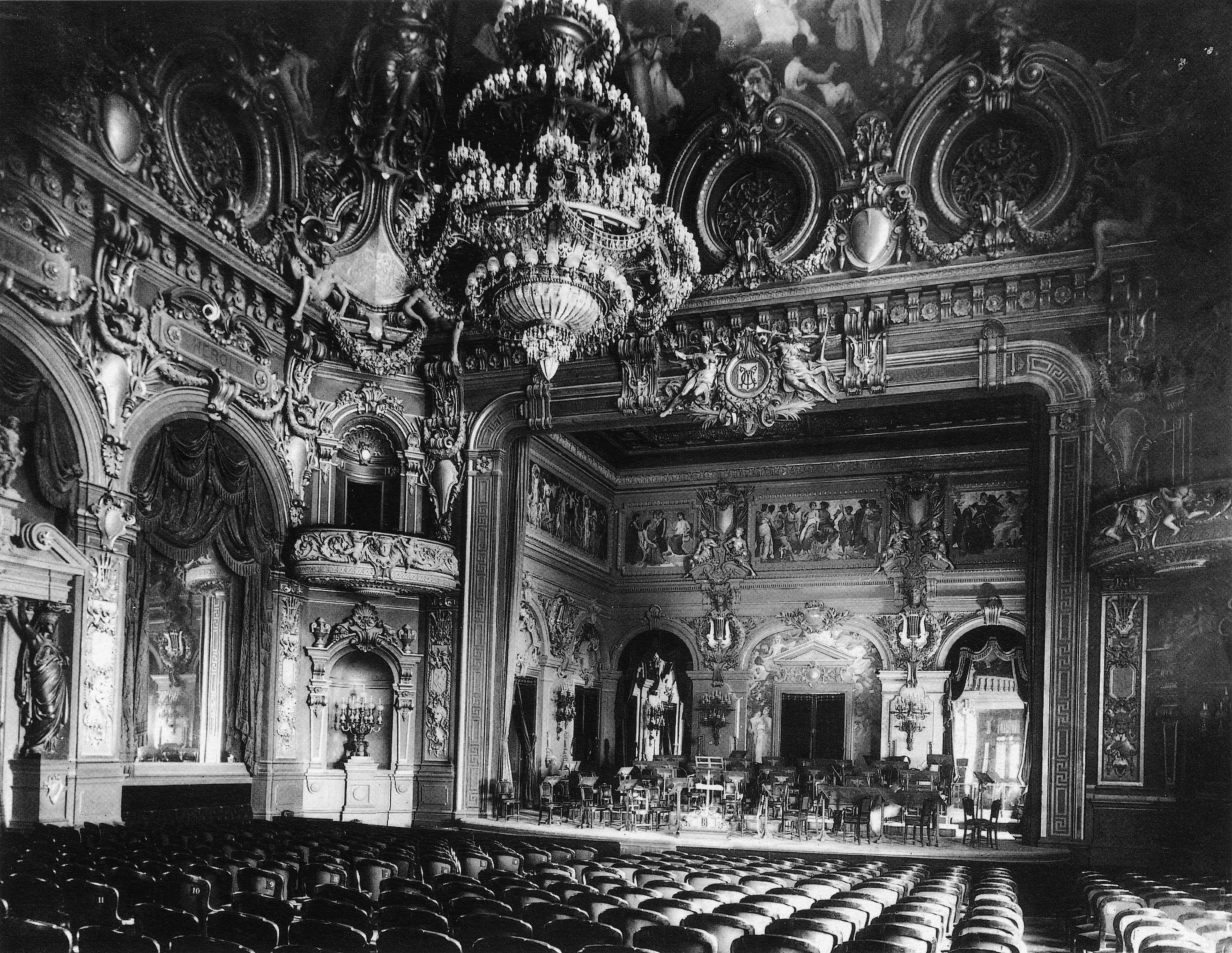
Intérieur de l’opéra avec vue sur la scène, vers 1878-1879.